# Jean-Baptiste Carrier
Pour les articles homonymes, voir Carrier (homonymie).
Jean-Baptiste Carrier, né le 16 mars 1756 à Yolet, près d'Aurillac, et mort guillotiné le 16 décembre 1794 (26 frimaire an III) à Paris, est un homme politique français, un des acteurs de la Révolution française, et particulièrement de la Terreur. Son nom reste associé aux massacres, fusillades et noyades de Nantes qu'il ordonna entre décembre 1793 et février 1794.

## Biographie
Fils de Jean Carrier et de Marguerite Puex, il est le troisième enfant de cette famille composée de trois filles et de trois garçons. Il épouse le 4 octobre 1785 Françoise Laquairie. En 1784, Jean-Baptiste Carrier, à force de travail, parvient à obtenir la place de procureur à Aurillac, mais son office est supprimé en 1789.
En 1790, il est conseiller pour le bailliage d'Aurillac.

### Les débuts de la Convention (septembre 1792-septembre 1793)
En septembre 1792, il est élu député à la Convention nationale par le département du Cantal. Il était déjà connu comme orateur et membre influent des clubs des Cordeliers et des Jacobins. Il s'oppose violemment à Guillaume François Laennec. Après la prise de contrôle des Flandres, il y est nommé commissaire par la Convention à la fin de 1792. L'année suivante, il vote pour l'exécution du roi Louis XVI (janvier 1793), puis prend part à l'établissement du second Tribunal révolutionnaire. Il est l'un des premiers à demander l'arrestation du duc Philippe d'Orléans (1747-1793) et joue un rôle essentiel dans la chute des Girondins. Durant l'été 1793, il est envoyé en mission en Normandie pour y réprimer les fédéralistes girondins.

### Carrier à Nantes (septembre 1793-février 1794)
Après ses missions en Normandie et une autre à Rennes, il est envoyé à Nantes en vendémiaire an II (septembre 1793) pour faire cesser la révolte vendéenne par les moyens les plus extrêmes.

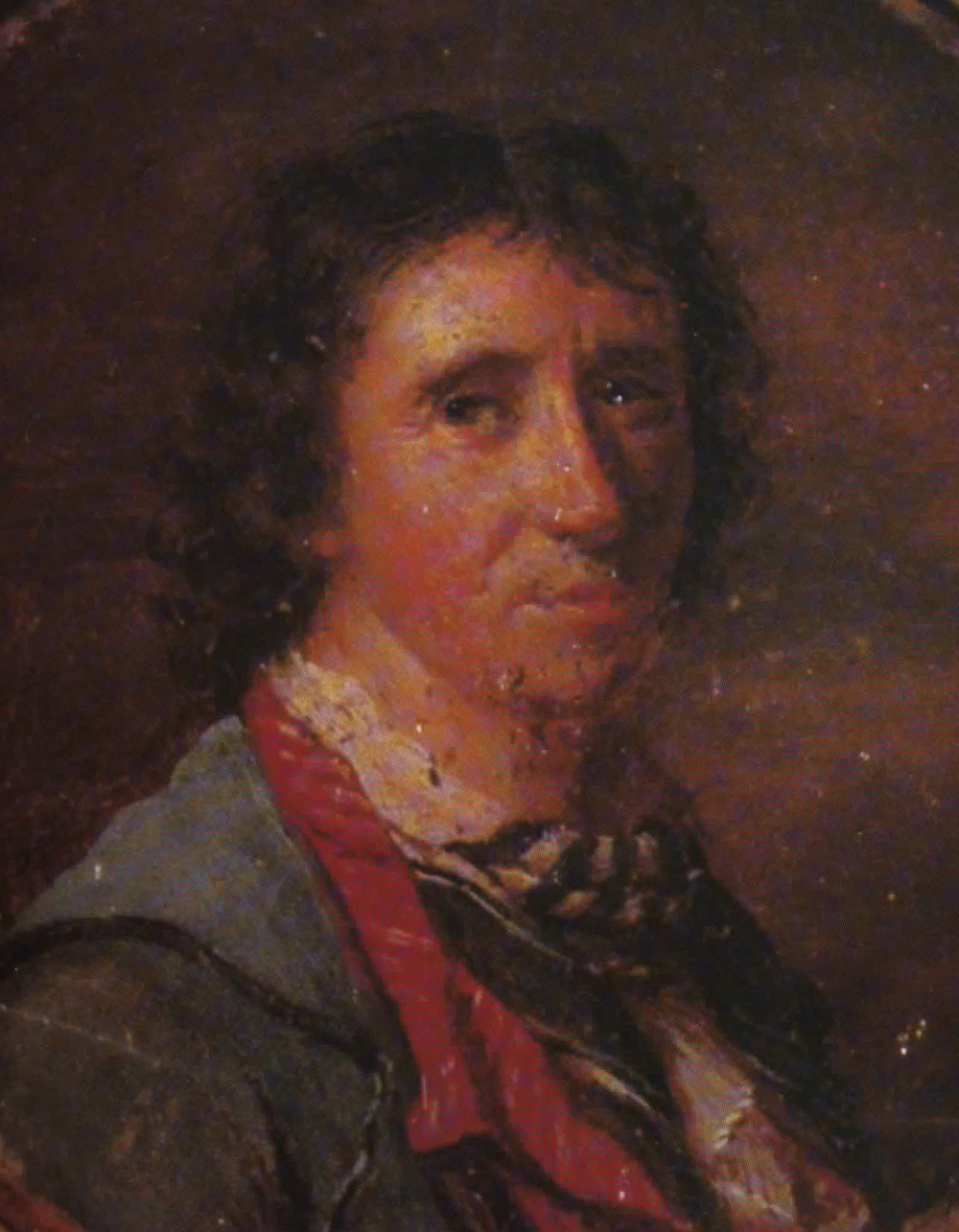
Jean-Baptiste Carrier
Miniature, auteur anonyme, fin XVIIIe siècle.

À cette date, après la bataille de Nantes (29 juin 1793), la situation militaire s'est un peu améliorée : les armées républicaines, l'Armée des côtes de Brest, commandée par Canclaux, l'Armée des côtes de La Rochelle (Beysser) et l'Armée de Mayence, avec Kléber, sont en opération dans le sud du département et dans l'ouest du Maine-et-Loire. Les Républicains subissent deux revers : à Tiffauges (18 septembre) et à Montaigu (21 septembre). Beysser est destitué et convoqué à Paris.
Des changements importants ont lieu à la fin du mois de septembre : la formation de l'Armée de l'Ouest, regroupant sous le commandement de Léchelle l'Armée de La Rochelle et l'Armée de Mayence, ainsi que les forces de l'Armée de Brest opérant en Loire-Inférieure. Canclaux est privé de son commandement, qui passe à Rossignol. Cette armée réorganisée remporte une victoire importante à Cholet (17 octobre), les Vendéens de l'Armée du Haut-Poitou s'engagent alors au nord de la Loire dans la Virée de Galerne et sont écrasés le 23 décembre à Savenay. Des forces militaires vendéennes, il ne reste plus que l'Armée de Charette contre laquelle des opérations sont engagées au début de 1794.
Ces succès militaires entrainent un nombre considérable de prisonniers dont plusieurs milliers sont amenés à Nantes et entassés dans les prisons. En décembre 1793, une commission militaire formée au cours de la Virée de Galerne, la commission Bignon, s'installe à Nantes.

En Vendée, Carrier ordonne une répression impitoyable. Le 11 décembre 1793, il écrit au Comité de salut public : 

« Je suis aussi intéressé que vous à la prompte extermination des brigands... Vous pouvez, vous devez même compter sur moi. J'entends, oui, j'entends aujourd'hui le métier de la guerre; je suis sur les lieux. Restez donc tranquilles et laissez-moi faire. Aussitôt que la nouvelle de la prise de Noirmoutier me sera parvenue, j'enverrai sur-le-champ un ordre impératif aux généraux Dutruy et Haxo de mettre à mort, dans tous les pays insurgés, tous les individus de tout sexe qui s'y trouveront, indistinctement, et d'achever de tout incendier. Car il est bon que vous sachiez que ce sont les femmes qui, avec les prêtres, ont fomenté et soutenu la guerre de la Vendée; que ce sont elles qui ont fait fusiller nos malheureux prisonniers, qui en ont égorgé beaucoup, qui combattent avec les brigands et qui tuent impitoyablement nos volontaires, quand elles en rencontrent quelques-uns détachés dans les villages; c'est une engeance proscrite, ainsi que tous les paysans, car il n'en est pas un seul qui n'ait porté les armes contre la République; il en faut absolument et totalement purger le sol,. »

### La répression à Nantes

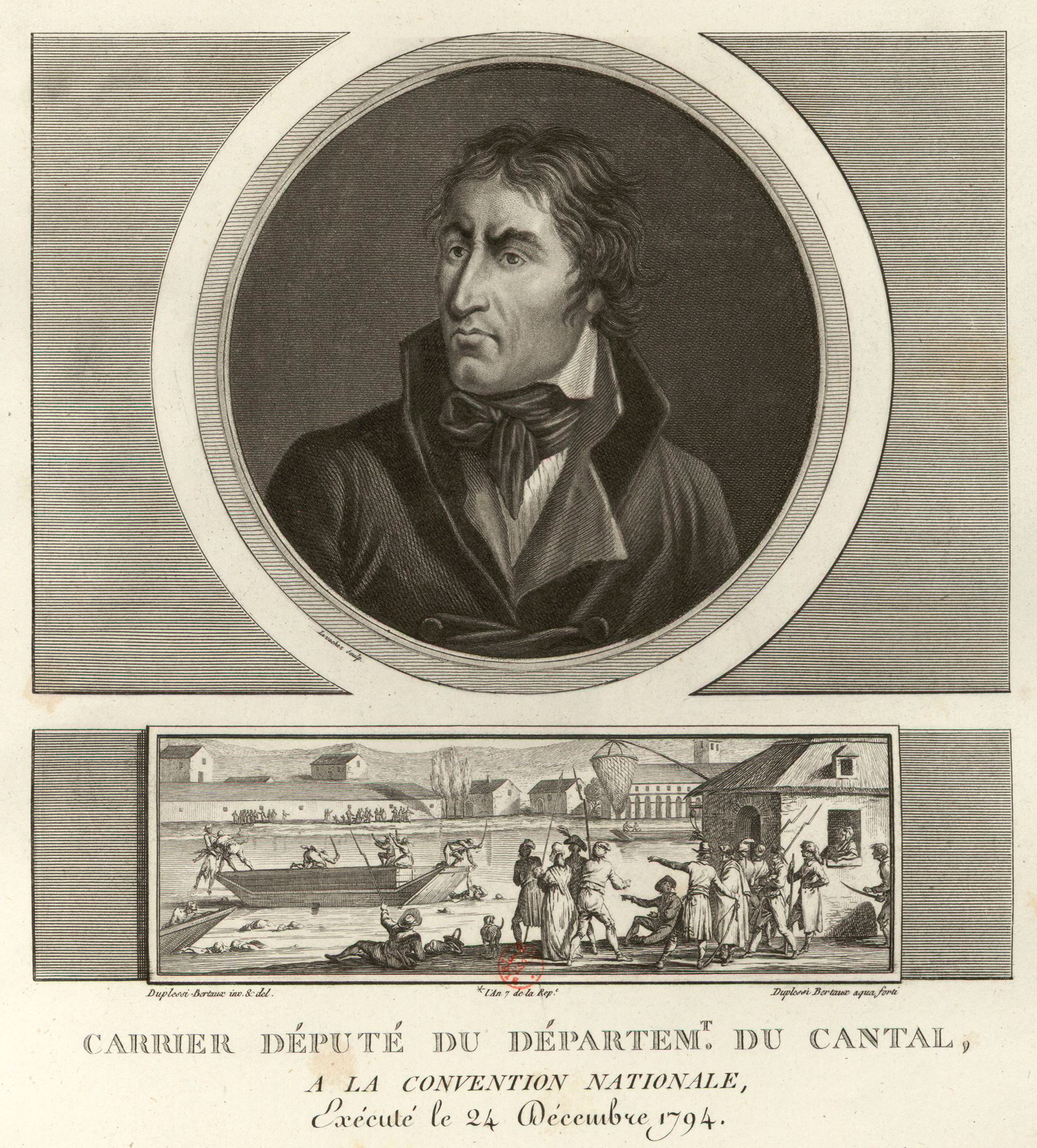
Portrait de Jean-Baptiste Carrier en médaillon au-dessus d'une représentation des noyades de Nantes,
Paris, BnF, département des estampes, entre 1798 et 1817.

Carrier prend la ville en charge en s'appuyant notamment sur le club Vincent-la Montagne et sur un Comité révolutionnaire dirigé par les sans-culottes Chaux et Goullin. Il forme une brigade de police politique, le groupe Lamberty ainsi qu'un corps d'hommes déterminés, appelé la « Compagnie Marat » ou les « hussards américains » (du fait de la présence dans leurs rangs d'anciens esclaves ou colons de Saint-Domingue), qui multiplient les violences.
Il existe d'autre part un tribunal révolutionnaire, formé dès mars 1793, qui continue d'opérer sous Carrier. Les grands massacres concernent les prisonniers militaires et sont dus aux fusillades dirigées par la Commission Bignon et aux noyades.

#### Les fusillades
De la fin décembre 1793 à la fin février 1794, 2 600 prisonniers sont fusillés.

#### Les noyades
Il fait aussi mourir de nombreux condamnés ou prisonniers en les faisant noyer dans la Loire, procédé que Carrier appelait « la déportation verticale », la Loire étant en conséquence qualifiée dans ses écrits de « fleuve républicain ». Entre décembre 1793 et février 1794, entre 8 000 à 9 000 hommes, femmes et enfants (la majorité des Vendéens fait prisonniers après la bataille de Savenay) sont enfermés à la prison de l'Entrepôt des cafés près du port de Nantes. Les noyades et les fusillades de Nantes ajoutées au froid, à la faim et à l'épidémie de typhus à Nantes exterminèrent la population carcérale en quelques semaines. Le bilan sera terrible : en février 1794, seules quelques-unes des 8 000 à 9 000 personnes emprisonnées à l'entrepôt auront échappé à la mort.

#### Les difficultés

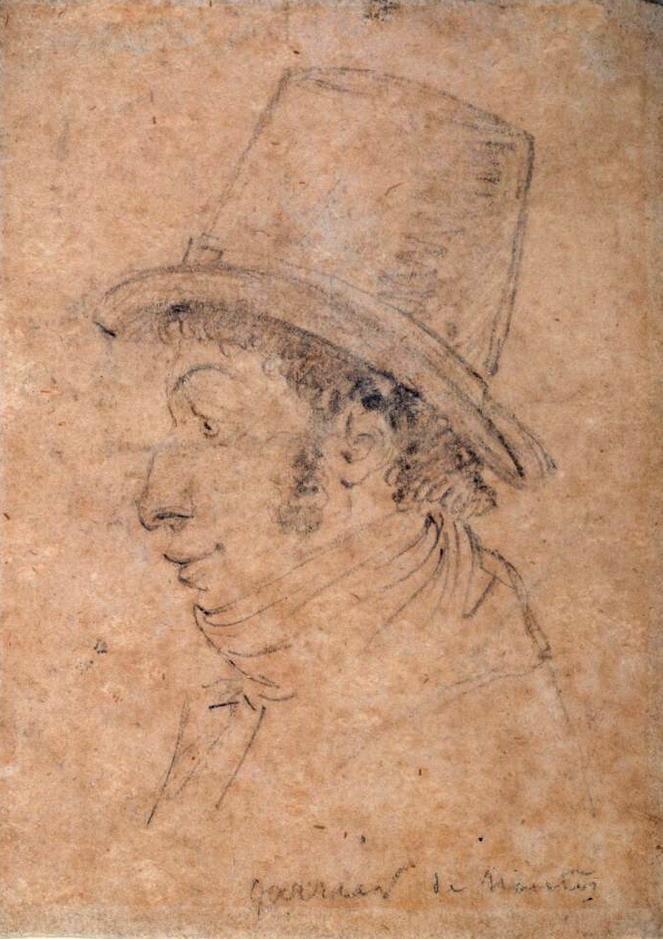
Jean-Baptiste Carrier, croquis dessiné par Georges-François-Marie Gabriel, Paris, musée Carnavalet, fin du XVIIIe siècle.

Francastel, Tréhouart et Prieur de la Marne, membre du comité de salut public, sont dénoncés par Jean-Baptiste Carrier pour leur modérantisme. Il exhortait à la répression la plus féroce : « Il vous est ordonné, écrit-il au général Haxo, d'incendier toutes les maisons des rebelles, d'en massacrer tous les habitants et d'en enlever toutes les subsistances ».
Il entérine les décisions des sans-culottes qui envoient à Paris 132 notables nantais, modérés et girondins, pour être jugés. S'il proteste que parfois ses instructions ne sont pas suivies : « J'avais écrit à Francastel à Angers, de les faire noyer en cet endroit, mais le foutu coquin n'a pas osé le faire », Francastel les reçoit très mal à Angers et Carrier n'a pas voulu les faire mourir à Nantes, ce qui incite à penser que ses pouvoirs sont plus limités qu'il ne le dit et que l'histoire le retient. Tréhouart ayant à sa disposition un brigand, Le Batteux, qui pillait les campagnes au nom de Jean-Baptiste Carrier, ce dernier le dénonça au Comité de salut public comme contre-révolutionnaire et fédéraliste. Le Comité de salut public pencha en faveur de Jean-Baptiste Carrier, mais Jullien de Paris, fils du député de la Drôme à la Convention (Marc-Antoine Jullien), agent de ce Comité, ayant, lors de son séjour à Nantes, constaté la folie meurtrière de Jean-Baptiste Carrier, appuiera les dires de Tréhouart.
Le 4 février 1794, à Tours, Marc-Antoine Jullien de Paris adresse son rapport à Robespierre  dans lequel il accuse Carrier d'avoir « mis la Terreur à l'ordre du jour contre les patriotes eux-mêmes ». Il fait état des exécutions par noyades et conclut qu'« il faut, sans délai, rappeler Carrier, et envoyer à Nantes quelqu'un qui réveille l'énergie du peuple et le rende à lui-même ». Carrier demande dans le même temps son rappel à Paris, qu'il obtint le 8 février 1794,.
Après son rappel, Carrier prend publiquement position en faveur du général Turreau, qui mène alors les « Colonnes infernales » en Vendée. Le 21 février, devant la Convention nationale, Carrier appelle à l'extermination des Vendéens et justifie la mise à mort des femmes et des enfants, tout en affirmant soutenir le plan du comité de salut public et celui des généraux,. Le 9 mars, il intervient de nouveau pour approuver les exécutions de Noirmoutier,.

### Sa chute

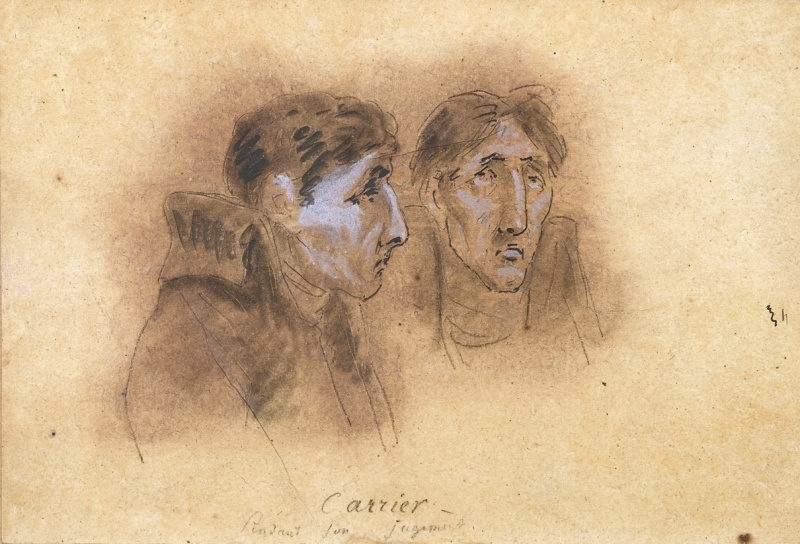
Portrait pris sur le vif de Carrier lors de son procès, par Vivant Denon. Coll. part.

Il est alors nommé secrétaire de la Convention et prend part à la chute de Robespierre le 9 thermidor an II (27 juillet 1794). Les Thermidoriens le laissent tout d'abord en paix mais, couverts d'injures par lui et disposant de témoignages accablants à son encontre du Comité révolutionnaire de Nantes, ils décrètent son arrestation le 3 septembre 1794. Les notables nantais emprisonnés, transférés à Paris pour y être jugés, sont acquittés (Affaire des 132 modérés nantais). Carrier est amené à ce procès devant le Tribunal révolutionnaire, mais se défend avec maladresse. Rejetant toute responsabilité, il dit avoir agi selon des consignes venant de la Convention. Sentant le vent tourner, Joseph Fouché, qui porte la responsabilité des massacres lyonnais, comprend l'utilité de présenter Carrier en bouc-émissaire et demande au journaliste Gracchus Babeuf de monter une campagne de presse contre celui-ci.
Le 29 octobre 1794, la Convention forme une commission pour enquêter et le 13 novembre, l'Assemblée vote la levée de son immunité parlementaire. Plusieurs historiens pensent que la Convention fit de Carrier un bouc émissaire pour rejeter la faute des crimes et amnistier la grande majorité des participants,. Le 27 novembre, Carrier est mis en accusation. Il fait alors le procès de l'assemblée en s'écriant : « Tout est coupable ici, jusqu'à la sonnette du président. Vous serez tous enveloppés dans une proscription inévitable ». Lors du procès du Comité nantais, il est chargé par ses ex-complices dans le rapport de Charles-Gilbert Romme, et guillotiné en place de Grève le 26 frimaire an III (16 décembre 1794), contrairement à Jean-Jacques Goullin qui réussit à obtenir son acquittement.

## Postérité

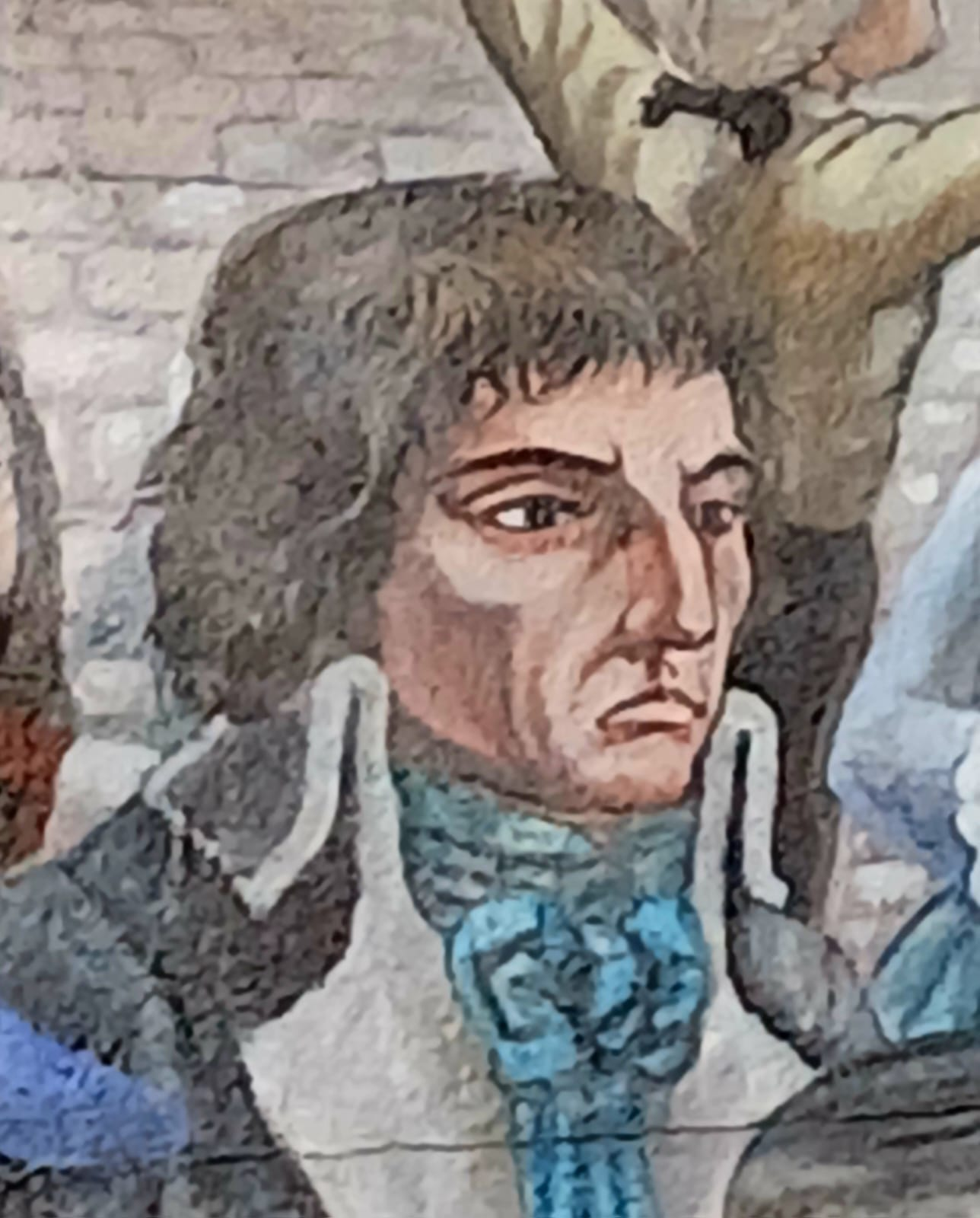
Jean-Baptiste Carrier, représenté sur Le Mur tombé du ciel.

Jules Michelet a recueilli, des dizaines d'années après la Révolution, de nombreux témoignages sur Carrier qu'il évoque dans son Histoire de la Révolution française. Surnommé par Michelet le « missionnaire de la Terreur », il a laissé un souvenir sanglant dans la ville de Nantes et ses environs. La maladresse politique et les excès rhétoriques de Carrier, autant que sa brutalité, lui ont assuré sa réputation sanguinaire : cependant d'autres envoyés de la Convention, tels Fouché ou Collot d'Herbois à Lyon, mais aussi Francastel ou Hentz en Maine-et-Loire, ainsi que Bourbotte, Prieur de la Marne ou Louis Turreau dans la Loire-Atlantique et dans le département de la Vendée furent responsables de massacres tout aussi considérables sans que la postérité les juge aussi sévèrement.
Tous ces jugements se sont appuyés sur la propagande qui naît au moment du procès des 132 Nantais par le Tribunal révolutionnaire et qui est le déclenchement des procès du Comité révolutionnaire de Nantes puis de Carrier. La campagne qui se déroule est orchestrée par un certain nombre de révolutionnaires désireux de faire oublier leur propre rôle, comme Fouché à Lyon. C'est Fouché qui finance Babeuf auteur d'un pamphlet peu lu en fait en 1794, mais qui est repris au XXe siècle, dénonçant le « populicide » vendéen. Carrier fait front et attaque la Convention, à la différence de Fouché, de Barras ou d'autres « terroristes » qui se font oublier. Cette attitude le précipite à l'échafaud et sa mémoire envahit l'imaginaire français. Les fusillades et noyades de Nantes figurent ainsi parmi les exemples les plus connus de la Terreur. Carrier a également été associé au robespierrisme, alors qu'il était en réalité hostile à Robespierre.